# 48 bits
Computadores com palavras de 48 bits incluem o CDC 1604 e o BESM-6.
O IBM AS/400, em suas variantes CISC, é um sistema de endereçamento de 48 bits. O tamanho do endereço usado no bloco de endereçamento lógico foi aumentado para 48 bits, com a introdução das versões padrão, taxas de transferência e recursos ATA.
A aplicação mínima da arquitetura x86-64 fornece endereçamento de 48 bits codificado em 64 bits; versões futuras da arquitetura puderam expandir isso sem quebrar a correção das aplicações já escritas.

## Imagens
Em imagens digitais, 48 bits por pixel ou 16 bits por cada canal de cor (vermelho, verde e azul), é usado para tratamento precisos. Essas imagens não parecem muito melhores do que as imagens de 24 bits, mas a existência de mais tons entre as cores (65.536, em oposição a 256), significa que mais operações podem ser realizadas na imagem, sem risco de bandas visíveis ou posterização.